# Осипов-Шмидт, Осип Павлович
Осип Павлович Осипов-Шмидт (при рождении Иосиф Фавелевич (Файвелевич) Гольдшмид; 1900—1938) — организатор первых в СССР заводов по производству синтетического каучука, заместитель наркома тяжёлой промышленности (1936—1937).

## Биография
Родился 1 августа (по старому стилю) 1900 года в Одессе. Родители — бельцкий мещанин Фавель Нухимович Гольдшмид (1861—1917) и Ита (Гита) Срулевна Гольдшмид (в девичестве Фишбейн, 1872—?), дочь мещанина Коростышевского общества Радомысльского уезда. Родители, проживавшие на Екатерининской улице, дом № 65, заключили брак в Одессе 6 января 1893 года и работали на табачной фабрике. Единоутробные братья — Исай Павлович Шмидт и Яков Павлович Шмидт. В семье росли также дети от первого брака отца.
Работал табачником и мыловаром.
В октябре 1917 года вступил в РСДРП(б), участник Гражданской войны, комиссар полка. в 1922 году демобилизовался, «имел ранения на обоих ногах».
- В 1923—1925 управляющий табачной фабрикой в Керчи.
- С 1925 года инструктор ЦК профсоюза химиков (Москва).
- В январе 1927 года Трестом «Лакокраска» направлен в Ярославль, где одновременно руководил работой двух заводов — «Красный Маяк» и «Победа Рабочих».

Без отрыва от производства два с половиной года учился в Московском химико-технологическом институте им. Д. И. Менделеева (в анкете образование указано как незаконченное высшее).
20 июля 1931 г. назначен ВСНХ начальником главка «Главкаучук» и особо уполномоченным по строительству заводов синтетического каучука. Под его руководством построено несколько заводов синтетического каучука, в том числе в Ленинграде ("СК литера Б") и Москве ("СК литера А").
С 1936 г. зам. наркома тяжёлой промышленности СССР.
Арестован 27 августа 1937 года. Обвинён как «участник контрреволюционной диверсионно-террористической организации правых». Расстрелян 25.04.1938. Место захоронения: Коммунарка.